# 郑尚金
郑尚金（1946年8月—），男，浙江金华人，中华人民共和国政治人物，曾任金华市人民政府市长，中共金华市委书记，第九届全国人大代表。后转任浙江省食品药品监督管理局局长。2007年因受贿罪获刑4年。